# A-League 2019-20
La Hyundai A-League 2019-20 fue la decimoquinta edición de la A-League, máxima categoría del fútbol profesional de Australia desde su creación en 2004. La temporada dio comienzo el 11 de octubre de 2019 con el inicio de la fase regular, la cual concluyó el 26 de abril de 2020. La fase final comenzaría el 1 de mayo y finalizaría el 16 o 17 de mayo de 2020, con la disputa de la gran final. Sin embargo la pandemia de COVID-19 decidieron posponerlo. En junio, la Federación de Fútbol de Australia reanudó la liga el 17 de julio y concluyó el 30 de agosto de 2020. Por primera vez desde 2013 la A-League autorizó un nuevo en expansión; el Western United FC. El Sydney Football Club se coronó campeón por quinta vez en su historia.

## Sistema de competición
En la temporada regular participaron 11 equipos que jugarán todos contra todos en 29 jornadas y los clubes tuvieron 26 partidos y 3 byes para dar cuenta del número impar de equipos. Al término de las 29 jornadas los primeros clasificados avanzaron a la semifinales de manera directa y obtuvieron plazas de la Liga de Campeones de la AFC 2021, mientras que del 3.º al 6.º clasificado avanzaron a la primera ronda. En la primera ronda los 4 equipos se enfrentaron por orden de posiciones a partido único, cuyos ganadores avanzaron a las semifinales. En las semifinales 4 equipos se enfrentaron por orden de posiciones a partido único, los ganadores disputaron la gran final, donde el ganador fue campeón y se clasificó a la Liga de Campeones de la AFC 2021.

## Tabla de posiciones
| Pos. | Equipo                   | PJ | PG | PE | PP | GF | GC | DG  | Pts. | Clasificado a                                                                         |
| ---- | ------------------------ | -- | -- | -- | -- | -- | -- | --- | ---- | ------------------------------------------------------------------------------------- |
| 1    | Sydney FC                | 26 | 16 | 5  | 5  | 49 | 25 | +24 | 53   | Fase de grupos de la Liga de Campeones 2021 y Semifinales                             |
| 2    | Melbourne City           | 26 | 14 | 5  | 7  | 48 | 36 | +12 | 47   | Fase Playoffs de la Liga de Campeones 2021 y Semifinales                              |
| 3    | Wellington Phoenix a     | 26 | 12 | 5  | 9  | 38 | 33 | +5  | 41   | Primera ronda de la fase final                                                        |
| 4    | Brisbane Roar            | 26 | 11 | 7  | 8  | 29 | 28 | +1  | 40   | Fase Playoffs de la Liga de Campeones de la AFC 2021 y Primera ronda de la fase final |
| 5    | Western United           | 26 | 12 | 3  | 11 | 46 | 37 | +9  | 39   | Primera ronda de la fase final                                                        |
| 6    | Perth Glory              | 26 | 10 | 7  | 9  | 43 | 36 | +7  | 37   | Primera ronda de la fase final                                                        |
| 7    | Adelaide United          | 26 | 11 | 3  | 12 | 43 | 48 | -5  | 36   |                                                                                       |
| 8    | Newcastle United Jets    | 26 | 9  | 7  | 10 | 32 | 40 | -8  | 34   |                                                                                       |
| 9    | Western Sydney Wanderers | 26 | 9  | 6  | 11 | 35 | 40 | -5  | 33   |                                                                                       |
| 10   | Melbourne Victory        | 26 | 6  | 5  | 15 | 33 | 44 | -11 | 23   |                                                                                       |
| 11   | Central Coast Mariners   | 26 | 5  | 3  | 18 | 26 | 55 | -29 | 18   |                                                                                       |

Notas:

a Wellington Phoenix como equipo neozelandés, pertenece a la Confederación de Fútbol de Oceanía por lo que no puede participar en la Liga de Campeones de la AFC, torneo organizado por la Confederación Asiática de Fútbol.

## Fase final
La Federación de Fútbol de Australia (FFA) designó al Bankwest Stadium (Western Sydney Stadium) como único estadio en albergar la Fase final de la A-League 2020, como medida de seguridad debido a la Pandemia de COVID-19, asimismo autorizó un número limitado de aficionados que podrá asistir a la Gran Final.

### Cuadro de desarrollo

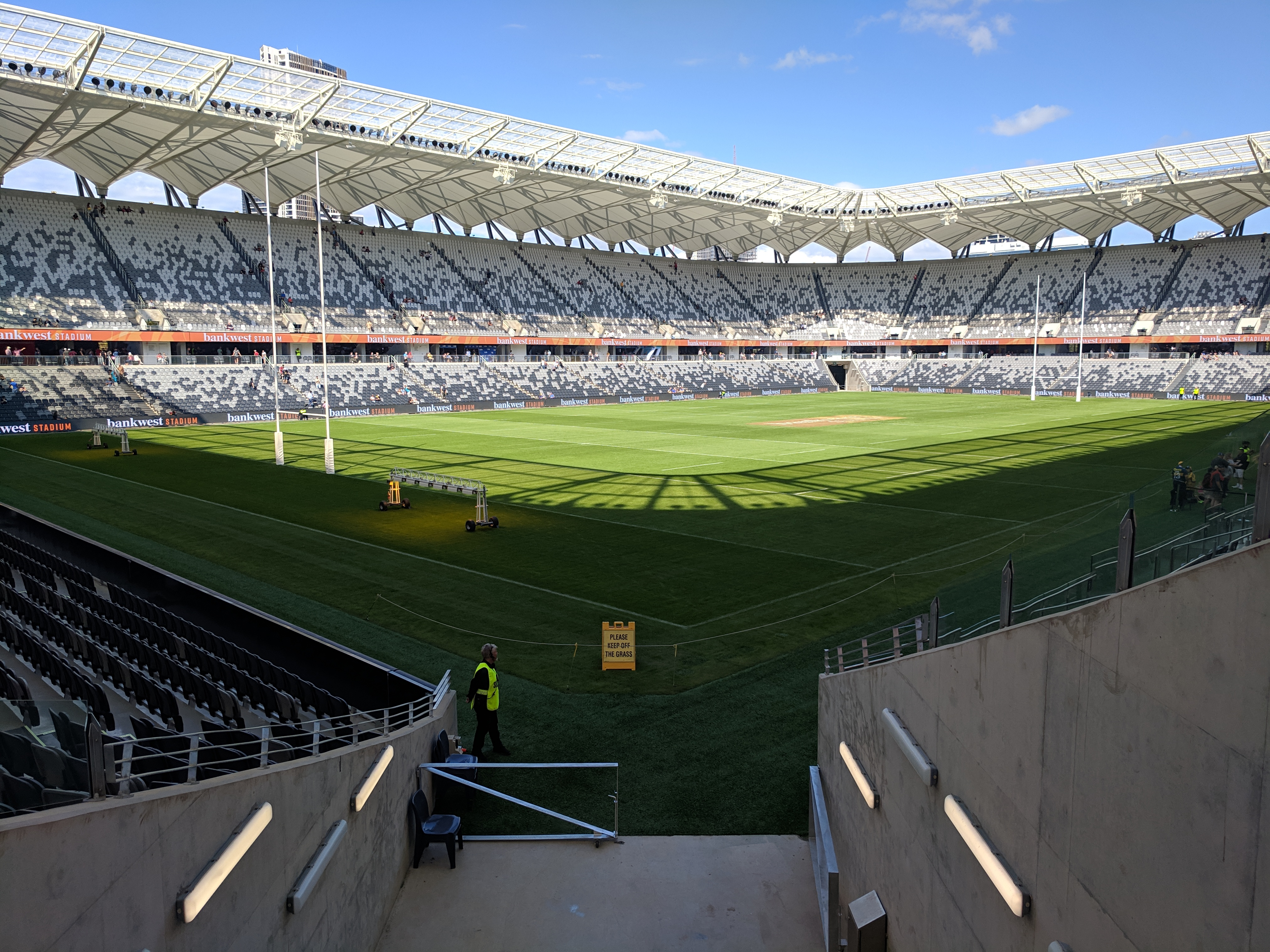
El Western Sydney Stadium albergó la Gran final de la A-League 2020

|  | Primera ronda | Primera ronda      | Primera ronda  |                |   | Semifinales | Semifinales | Semifinales |  |     | Gran final | Gran final | Gran final |  |
|  |               |                    |                |                |   |             |             |             |  |     |            |            |            |  |
|  |               |                    |                |                |   |             |             |             |  |     |            |            |            |  |
|  |               |                    |                |                |   |             |             |             |  |     |            |            |            |  |
|  |               |                    |                |                |   |             |             |             |  |     |            |            |            |  |
|  |               |                    |                |                |   |             |             |             |  |     |            |            |            |  |
|  |               | 1.º                | Sydney FC      | 2              |   |             |             |             |  |     |            |            |            |  |
|  |               |                    |                | 2              |   |             |             |             |  |     |            |            |            |  |
|  |               |                    | 6.º            | Perth Glory    | 0 |             |             |             |  |     |            |            |            |  |
|  | 3.º           | Wellington Phoenix | 6.º            | Perth Glory    | 0 | 0           |             |             |  |     |            |            |            |  |
|  | 3.º           | Wellington Phoenix |                |                |   |             |             |             |  |     |            |            |            |  |
|  | 6.º           | Perth Glory        | 1              |                |   |             |             |             |  |     |            |            |            |  |
|  | 6.º           | Perth Glory        | 1              |                |   |             |             |             |  | 1.º | Sydney FC  | 1          |            |  |
|  |               |                    |                |                |   |             |             |             |  | 1.º | Sydney FC  | 1          |            |  |
|  |               |                    | 2.º            | Melbourne City | 0 |             |             |             |  |     |            |            |            |  |
|  |               |                    | 2.º            | Melbourne City | 0 |             |             |             |  |     |            |            |            |  |
|  |               |                    |                |                |   |             |             |             |  |     |            |            |            |  |
|  |               |                    |                |                |   |             |             |             |  |     |            |            |            |  |
|  |               | 2.º                | Melbourne City | 2              |   |             |             |             |  |     |            |            |            |  |
|  |               |                    |                | 2              |   |             |             |             |  |     |            |            |            |  |
|  |               |                    | 5.º            | Western United | 0 |             |             |             |  |     |            |            |            |  |
|  | 4.º           | Brisbane Roar      | 5.º            | Western United | 0 | 0           |             |             |  |     |            |            |            |  |
|  | 4.º           | Brisbane Roar      |                |                |   |             |             |             |  |     |            |            |            |  |
|  | 5.º           | Western United     | 1              |                |   |             |             |             |  |     |            |            |            |  |
|  | 5.º           | Western United     | 1              |                |   |             |             |             |  |     |            |            |            |  |
|  |               |                    |                |                |   |             |             |             |  |     |            |            |            |  |

### Primera ronda
| 22 de agosto de 2020 | Wellington Phoenix | 0:1 (0:1) | Perth Glory       | Bankwest Stadium, Sídney                         |                                                  |
|                      |                    | Reporte   | 18' Joel Chianese | Asistencia: 0 espectadores Árbitro(s): Alex King | Asistencia: 0 espectadores Árbitro(s): Alex King |

| 23 de agosto de 2020 | Brisbane Roar | 0:1 (0:1) | Western United          | Bankwest Stadium, Sídney                           |                                                    |
|                      |               | Reporte   | 21' Alessandro Diamanti | Asistencia: 0 espectadores Árbitro(s): Chris Beath | Asistencia: 0 espectadores Árbitro(s): Chris Beath |

### Semifinales
| 26 de agosto de 2020 | Sydney FC                               | 2:0 (2:0) | Perth Glory | Bankwest Stadium, Sídney                         |                                                  |
|                      | Miloš Ninković 24' · Adam le Fondre 28' | Reporte   |             | Asistencia: 0 espectadores Árbitro(s): Alex King | Asistencia: 0 espectadores Árbitro(s): Alex King |

| 26 de agosto de 2020 | Melbourne City                       | 2:0 (0:0) | Western United | Bankwest Stadium, Sídney                               |                                                        |
|                      | Jamie Maclaren 68' · Tomoki Imai 84' | Reporte   |                | Asistencia: 0 espectadores Árbitro(s): Alireza Faghani | Asistencia: 0 espectadores Árbitro(s): Alireza Faghani |

### Final
| 30 de agosto de 2020 | Sydney FC        | 1:0 (0:0) (t. s.) | Melbourne City FC | Bankwest Stadium, Sídney                               |                                                        |
|                      | Rhyan Grant 100' | Reporte           |                   | Asistencia: 7 051 espectadores Árbitro(s): Chris Beath | Asistencia: 7 051 espectadores Árbitro(s): Chris Beath |

|  |  |

| POR                      | 1  | Andrew Redmayne      |     |     |
| DEF                      | 23 | Rhyan Grant          | 97' |     |
| DEF                      | 4  | Alex Wilkinson       |     |     |
| DEF                      | 6  | Ryan McGowan         |     |     |
| DEF                      | 16 | Joel King            |     |     |
| MED                      | 17 | Anthony Caceres      |     | 87' |
| MED                      | 8  | Paulo Retre          | 53' |     |
| MED                      | 26 | Luke Brattan         |     |     |
| MED                      | 10 | Milos Ninkovic       |     |     |
| DEL                      | 11 | Kosta Barbarouses    |     | 87' |
| DEL                      | 26 | Adam le Fondre       |     |     |
| Cambios:                 |    |                      |     |     |
| MED                      | 5  | Alexander Baumjohann |     | 87' |
| DEL                      | 12 | Trent Buhagiar       |     | 87' |
| Entrenador: Steve Corica |    |                      |     |     |
|                          |    |                      |     |     |

| POR                         | 1  | Tom Glover          |      |      |
| DEF                         | 4  | Harrison Delbridge  |      | 72'  |
| DEF                         | 40 | Richard Windbichler | 103' | 116' |
| DEF                         | 22 | Curtis Good         |      |      |
| DEF                         | 13 | Nathaniel Atkinson  | 117' |      |
| MED                         | 20 | Adrián Luna         |      | 106' |
| MED                         | 6  | Joshua Brillante    |      |      |
| MED                         | 8  | Florin Berenguer    |      | 77'  |
| DEL                         | 19 | Lachlan Wales       |      | 86'  |
| DEL                         | 9  | Jamie Maclaren      |      |      |
| DEL                         | 11 | Craig Noone         |      | 106' |
| Cambios:                    |    |                     |      |      |
| DEF                         | 2  | Scott Galloway      |      | 72'  |
| MED                         | 7  | Rostyn Griffiths    |      | 116' |
| MED                         | 21 | Ramy Najjarine      |      | 86'  |
| MED                         | 30 | Moudi Najjar        |      | 106' |
| MED                         | 34 | Connor Metcalfe     |      | 77'  |
| DEL                         | 49 | Stefan Colakovski   |      | 106' |
| Entrenador: Erick Mombaerts |    |                     |      |      |
|                             |    |                     |      |      |

| Medalla Joe Marston: Rhyan Grant (Sydney FC) Árbitros asistentes: Scott Edeling Kearney Robinson Video assistant referee: Kris Griffiths-Jones | Reglas de partido - 90 minutos. - 30 minutos de tiempo extra si es necesario. - Tanda de penales si el resultado sigue igualado. - Máximo de cinco sustituciones y una adicional si se juega la prórroga.. |

| A-League Campeón 2020 |
| --------------------- |
| Bandera de Australia  |
| Sydney FC 5° título   |

## Máximos goleadores
| Pos. | Jugador             | Equipo                      | Goles |
| ---- | ------------------- | --------------------------- | ----- |
| 1    | Jamie Maclaren      | Melbourne City FC           | 22    |
| 2    | Adam le Fondre      | Sydney FC                   | 20    |
| 3    | Besart Berisha      | Western United FC           | 19    |
| 4    | Mitchell Duke       | Western Sydney Wanderers FC | 14    |
| 5    | Bruno Fornaroli     | Perth Glory FC              | 13    |
| 6    | Ulises Dávila       | Wellington Phoenix FC       | 13    |
| 7    | Ola Toivonen        | Melbourne Victory FC        | 10    |
| 8    | Riley McGree        | Adelaide United FC          | 10    |
| 9    | Roy O'Donovan       | Brisbane Roar FC            | 10    |
| 10   | Ben Halloran        | Adelaide United FC          | 9     |
| 11   | Gary Hooper         | Wellington Phoenix FC       | 8     |
| 12   | Andrew Nabbout      | Melbourne Victory FC        | 8     |
| 13   | Scott McDonald      | Brisbane Roar FC            | 7     |
| 14   | Alessandro Diamanti | Western United FC           | 7     |
| 15   | Kosta Barbarouses   | Sydney FC                   | 7     |

| Lista completa | Lista completa               | Lista completa              | Lista completa |
| Pos.           | Jugador                      | Equipo                      | Goles          |
| -------------- | ---------------------------- | --------------------------- | -------------- |
| 16             | Max Burgess                  | Western United FC           | 6              |
| 17             | Marco Rojas                  | Melbourne Victory FC        | 6              |
| 18             | Kristian Fardal Opseth       | Adelaide United FC          | 6              |
| 19             | David Ball                   | Wellington Phoenix FC       | 5              |
| 20             | Nicolai Müller               | Western Sydney Wanderers FC | 5              |
| 21             | Dimitri Petratos             | Newcastle United Jets FC    | 5              |
| 22             | Milan Đurić                  | Central Coast Mariners FC   | 5              |
| 23             | Nikola Mileusnic             | Adelaide United FC          | 5              |
| 24             | Craig Noone                  | Melbourne City FC           | 5              |
| 25             | Miloš Ninković               | Sydney FC                   | 5              |
| 26             | Joel Chianese                | Perth Glory FC              | 4              |
| 27             | Diego Castro                 | Perth Glory FC              | 4              |
| 28             | Matthew Millar               | Newcastle United Jets FC    | 4              |
| 29             | Jordan Murray                | Central Coast Mariners FC   | 4              |
| 30             | Steven Ugarkovic             | Newcastle United Jets FC    | 4              |
| 31             | Jaushua Sotirio              | Wellington Phoenix FC       | 4              |
| 32             | George Blackwood             | Adelaide United FC          | 4              |
| 33             | Kwame Yeboah                 | Western Sydney Wanderers FC | 4              |
| 34             | Bradden Inman                | Brisbane Roar FC            | 4              |
| 35             | Adrián Luna                  | Melbourne City FC           | 4              |
| 36             | Nicholas D'Agostino          | Perth Glory FC              | 3              |
| 37             | Chris Ikonomidis             | Perth Glory FC              | 3              |
| 38             | Liberato Cacace              | Wellington Phoenix FC       | 3              |
| 39             | Florin Berenguer             | Melbourne City FC           | 3              |
| 40             | Trent Buhagiar               | Sydney FC                   | 3              |
| 41             | Matt Simon                   | Central Coast Mariners FC   | 3              |
| 42             | Simon Cox                    | Western Sydney Wanderers FC | 3              |
| 43             | Nikolai Topor-Stanley        | Newcastle United Jets FC    | 3              |
| 44             | Neil Kilkenny                | Perth Glory FC              | 3              |
| 45             | Nicholas Fitzgerald          | Newcastle United Jets FC    | 3              |
| 46             | Panagiotis Kone              | Western United FC           | 2              |
| 47             | Javier Cabrera               | Melbourne City FC           | 2              |
| 48             | Mirza Muratovic              | Brisbane Roar FC            | 2              |
| 49             | Angus Thurgate               | Newcastle United Jets FC    | 2              |
| 50             | Al Hassan Toure              | Adelaide United FC          | 2              |
| 51             | Robbie Kruse                 | Melbourne Victory FC        | 2              |
| 52             | Connor Metcalfe              | Melbourne City FC           | 2              |
| 53             | Andrew Durante               | Western United FC           | 2              |
| 54             | Chris Harold                 | Central Coast Mariners FC   | 2              |
| 55             | Scott Neville                | Brisbane Roar FC            | 2              |
| 56             | Connor Pain                  | Western United FC           | 2              |
| 57             | Abdiel Arroyo                | Newcastle United Jets FC    | 2              |
| 58             | Rostyn Griffiths             | Melbourne City FC           | 2              |
| 59             | Paulo Retre                  | Sydney FC                   | 2              |
| 60             | Markel Susaeta               | Melbourne City FC           | 2              |
| 61             | Kristijan Dobras             | Melbourne Victory FC        | 2              |
| 62             | Reno Piscopo                 | Wellington Phoenix FC       | 2              |
| 63             | Anthony Cáceres              | Sydney FC                   | 2              |
| 64             | Tomislav Mrcela              | Perth Glory FC              | 2              |
| 65             | Dane Ingham                  | Perth Glory FC              | 2              |
| 66             | Kristian Popovic             | Perth Glory FC              | 2              |
| 67             | Dylan Ruiz-Diaz              | Central Coast Mariners FC   | 2              |
| 68             | Ivan Franjic                 | Perth Glory FC              | 2              |
| 69             | Dylan Wenzel-Halls           | Brisbane Roar FC            | 2              |
| 70             | Pirmin Schwegler             | Western Sydney Wanderers FC | 2              |
| 71             | Jason Hoffman                | Newcastle United Jets FC    | 2              |
| 72             | Samuel Silvera               | Central Coast Mariners FC   | 1              |
| 73             | Harrison Delbrigde           | Melbourne City FC           | 1              |
| 74             | James Troisi                 | Adelaide United FC          | 1              |
| 75             | Alexander Meier              | Western Sydney Wanderers FC | 1              |
| 76             | Brandon O'Neill              | Sydney FC                   | 1              |
| 77             | Steven Taylor                | Wellington Phoenix FC       | 1              |
| 78             | Kye Rowles                   | Central Coast Mariners FC   | 1              |
| 79             | Callum McCowatt              | Wellington Phoenix FC       | 1              |
| 80             | Rhyan Grant                  | Sydney FC                   | 1              |
| 81             | Daniel De Silva              | Central Coast Mariners FC   | 1              |
| 82             | Migjen Basha                 | Melbourne Victory FC        | 1              |
| 83             | Kwabena Appiah               | Western United FC           | 1              |
| 84             | Nathaniel Atkinson           | Melbourne City FC           | 1              |
| 85             | Alex Grant                   | Perth Glory FC              | 1              |
| 86             | Alexander Baumjohann         | Sydney FC                   | 1              |
| 87             | Corey Brown                  | Brisbane Roar FC            | 1              |
| 88             | Nathan Konstandopoulos       | Adelaide United FC          | 1              |
| 89             | Aaron Calver                 | Western United FC           | 1              |
| 90             | Ryan McGowan                 | Sydney FC                   | 1              |
| 91             | Keanu Baccus                 | Western Sydney Wanderers FC | 1              |
| 90             | Aaron Holloway               | Brisbane Roar FC            | 1              |
| 93             | Tom Aldred                   | Brisbane Roar FC            | 1              |
| 94             | Ruon Tongyik                 | Central Coast Mariners FC   | 1              |
| 95             | Jack Clisby                  | Central Coast Mariners FC   | 1              |
| 96             | Joshua Brillante             | Melbourne City FC           | 1              |
| 97             | Mohamed Toure                | Adelaide United FC          | 1              |
| 98             | Patrick Ziegler              | Western Sydney Wanderers FC | 1              |
| 99             | Macaulay Gillesphey          | Brisbane Roar FC            | 1              |
| 102            | Marco Tilio                  | Sydney FC                   | 1              |
| 101            | Harry Van Der Saag           | Sydney FC                   | 1              |
| 102            | Giancarlo Gallifuoco         | Central Coast Mariners FC   | 1              |
| 103            | Gianni Stensness             | Central Coast Mariners FC   | 1              |
| 104            | James O'Shea                 | Brisbane Roar FC            | 1              |
| 105            | Ben Waine                    | Wellington Phoenix FC       | 1              |
| 106            | Gregory Wüthrich             | Perth Glory FC              | 1              |
| 107            | Jair Eduardo Britto da Silva | Central Coast Mariners FC   | 1              |
| 108            | Tate Russell                 | Melbourne City FC           | 1              |
| 109            | Curtis Good                  | Melbourne City FC           | 1              |
| 110            | Scott Galloway               | Melbourne City FC           | 1              |
| 111            | Kosta Petratos               | Newcastle United Jets FC    | 1              |
| 112            | Tomislav Uskok               | Western United FC           | 1              |
| 113            | Storm Roux                   | Melbourne Victory FC        | 1              |
| 114            | Matthew Ridenton             | Brisbane Roar FC            | 1              |
| 115            | Michael Jakobesen            | Adelaide United FC          | 1              |
| 116            | Lachlan Brook                | Adelaide United FC          | 1              |
| 117            | Pacifique Nayongabire        | Adelaide United FC          | 1              |
| 118            | Juan de Dios Prados López    | Perth Glory FC              | 1              |
| 119            | Stefan Mauk                  | Brisbane Roar FC            | 1              |
| 120            | Dylan Fox                    | Central Coast Mariners FC   | 1              |
| 121            | James Meredith               | Perth Glory FC              | 1              |
| 122            | Jordan Elsey                 | Adelaide United FC          | 1              |
| 123            | Josh Risdon                  | Western United FC           | 1              |
| 124            | Tass Mourdoukoutas           | Western Sydney Wanderers FC | 1              |
| 125            | Elvis Kamsoba                | Melbourne Victory FC        | 1              |
| 126            | Luke Ivanovic                | Brisbane Roar FC            | 1              |
| 117            | Jordan O'Doherty             | Western Sydney Wanderers FC | 1              |
| 118            | Bernie Ibini-Isei            | Newcastle United Jets FC    | 1              |
| 119            | Steven Lustica               | Western United FC           | 1              |
| 120            | Moudi Najjar                 | Melbourne City FC           | 1              |